# Броварковский сельский совет (Глобинский район)
Броварковский сельский совет (укр. Броварківська сільська рада) — входит в состав
Глобинского района
Полтавской области
Украины.
Административный центр сельского совета находится в 
с. Броварки.

## История
- 1918 — дата образования.

## Населённые пункты совета
- с. Броварки
- с. Вишенки
- с. Кирияковка
- с. Пелеховщина
- с. Петрашовка

## Ликвидированные населённые пункты совета
- с. Посмашновка